# Karol G
 (septembre 2019).
Karol G, de son vrai nom Carolina Giraldo Navarro, née le 14 février 1991 à Medellín, est une chanteuse colombienne de latin trap et de reggaeton, produite par le label Universal Latin.
Elle est considérée comme l'une des artistes de reggaeton et de pop urbaine les plus influentes au monde.
Elle a reçu plusieurs prix dont un Grammy Awards, cinq Latin Grammy Awards et quatre Billboard Music Awards. Elle a été récompensée par le prix de la femme de l'année et le prix Rulebreaker aux Billboard Women in Music, par le prix Spirit of Hope aux Billboard Latin Music Awards et détient cinq records du Livre Guinness des records.
La chanson TQG sortie le 24 février 2023 en duo avec Shakira a reçu trois nominations aux 24e Latin Grammy Awards pour la chanson de l'année, ainsi que la meilleure chanson urbaine et la meilleure fusion/performance urbaine. Elle a remporté un MTV Europe Music Award et un MTV Video Music Award pour la meilleure collaboration, devenant ainsi la première victoire de Karol aux VMA et faisant de Shakira l'artiste latine avec le plus de victoires aux VMA de l'histoire et la deuxième dans la catégorie après la victoire inaugurale de la chanson  Beautiful Liar du duo de Shakira avec Beyoncé. 

## Carrière
Pendant son enfance, Carolina Giraldo Navarro a participé au spectacle télévisé The X Factor. Elle a poursuivi ses études à Calasanz à Medellín et a étudié la musique à l'Université d'Antioquia avant de déménager à New York pour poursuivre une carrière musicale. En 2007, elle a commencé à utiliser le nom de scène Karol G.,
En 2013, elle collabore avec le chanteur portoricain Nicky Jam et publie la chanson Amor De Dos, qui est devenue très populaire en Colombie[réf. nécessaire] et a été vue plus de 100 millions de fois sur YouTube.
En 2014, elle a collaboré avec le chanteur de reggaeton colombien et latino-américain Andy Rivera et a publié la chanson Mañana, qui compte maintenant plus de 90 millions de visionnages sur YouTube. Elle a également publié une chanson intitulée Ricos Besos mais n'a pas connu le même succès.
En 2015, elle a publié sa propre adaptation de la chanson "Mil Horas" du groupe de rock argentin Los Abuelos de la Nada intitulée Ya No Te Creo, qui a connu un succès modéré en Colombie[réf. nécessaire]. Un peu plus tard, elle collabore avec le chanteur de reggaeton américain De La Ghetto pour la sortie de la chanson Te Lo Quiero Hacer. En mars 2016, elle a publié la chanson Casi Nada et en avril de la même année, elle a publié la chanson Muñeco De Lego.
En 2017, son single collaboratif intitulé Ahora Me Llama, publié avec Bad Bunny, est devenu populaire[réf. nécessaire] et a rapidement gagné plus de 680 millions de vues sur YouTube. Un peu plus tard, la même année, elle a publié la chanson A Ella, qui est devenue populaire en Colombie[réf. nécessaire]. Plus tard dans l'année, elle collabore avec son compatriote colombien, le chanteur de reggaeton et de trap latin Kevin Roldán, et publie la chanson Eres mi Todo. Elle finira par sortir le 27 octobre 2017 son album Unstoppable.
Également au cours de l'année, elle rejoint le télé-crochet Pequeños Gigantes USA, en tant que capitaine d'équipe et juge aux côtés de Prince Royce, Luis Coronel et Bianca Marroquín. Parlant de la disparité entre les sexes dans la musique urbaine, elle déclare (en espagnol) : « Les femmes devraient bénéficier d'une plus grande place dans la musique urbaine. Le genre a beaucoup évolué, tant au niveau musical que dans les paroles, qui ne sont plus aussi hardcore. C'est une bonne opportunité pour nous ». Elle a joué en première partie des prix Premios Juventud 2017.
En Janvier 2019, Karol G sort le single Secreto qui rencontrera un succès dans les classements sur le continent américain. L'album Ocean dont le single est extrait sort le 3 mai 2019.
En 2020, à la suite du succès de Tusa, single pour lequel elle fut nommée au Latin Grammy Award, elle commence la réalisation de son nouvel album : KG0516. Celui-ci sort le 26 mars 2021. La pochette est signée par le photographe américain David LaChapelle. Le lancement de l'album est précédé par 3 singles : Ay, DiOs Mío!, Bichota et Location.
La présence de sa chanson Watabi sur la bande originale du blockbuster Barbie, de Greta Gerwig (2023) témoigne de son succès international.

## Vie privée
Le 25 janvier 2018, elle entame une relation publique avec le rappeur et chanteur portoricain Anuel AA. En avril 2019, elle et Anuel AA se fiancentet veulent se marier en 2020. Le couple se sépare en 2021 après trois ans de relations.
Karol G a une relation avec le chanteur Feid (en). Karol G ne dit rien de sa relation avec Feid.

## Discographie

### Albums studio
- 2017 : Unstoppable
- 2019 : Ocean
- 2021 : KG0516
- 2023 : Mañana será bonito
- 2023 : Mañana será bonito (Bichota Season)
- 2025 : Tropicoqueta

### Singles
- 2007 : En la playa
- 2008 : Por ti
- 2009 : Dime que si
- 2010 : Mil maneras (ft. Alexander DJ)
- 2011 : Tu juguete (ft. Reykon)
- 2012 : 301 (ft. Reykon)
- 2013 : Amor de dos (ft. Nicky Jam)
- 2013 : Ya no te creo
- 2014 : Ricos Besos
- 2014 : Mañana (ft. Andy Rivera)
- 2015 : Muñeco de Lego
- 2015 : Casi nada
- 2015 : Casi nada (Remix) (ft. CNCO)
- 2016 : Hello (ft. Ozuna)
- 2016 : Lo que siento por ti (ft. Sebastián Yatra)
- 2016 : Código de amor (ft. Daddy Yankee)
- 2017 : A ella
- 2017 : Ahora me llama (ft. Bad Bunny)
- 2017 : Ahora me llama (Remix) (ft. Bad Bunny et Quavo)
- 2017 : La dama (ft. Cosculluela)
- 2018 : Pineapple
- 2018 : Tu pum pum (ft. Shaggy et El Capitaan y Sekuence)
- 2018 : Princesa (ft. Tini Stoessel)
- 2018 : Mi cama
- 2018 : Mi cama remix (ft. Nicky Jam et J. Balvin)
- 2018 : Cómplices (ft. J Mashel, Ozuna et Becky G)
- 2018 : Créeme (ft. Maluma)
- 2019 : Secreto (ft. Anuel AA)
- 2019 : Punto G
- 2019 : Love with a Quality (ft. Damian 'Jr. Going' Marley)
- 2019 : Ocean
- 2019 : China (ft. Daddy Yankee, Ozuna, J. Balvin et Anuel AA)
- 2019 : Dices que te vas
- 2019 : Tu no amas
- 2019 : Peligrosa (ft. Lartiste)
- 2019 : Tusa (feat. Nicki Minaj)
- 2020 : Follow (avec Anuel AA)
- 2020 : x (avec. Jonas Brothers)
- 2020 : Ay dios mio
- 2020 : Caramelo Remix (avec Ozuna, Myke Towers)
- 2020 :  Bichota
- 2021 : Location (avec Anuel AA, J. Balvin)
- 2021 : Don't Be Shy (avec Tiësto)
- 2022 : Mamiii (avec Becky G)
- 2022 : Gatúbela (with Maldy)
- 2022 : Cairo (with Ovy on the Drums)
- 2022 : Provenza
- 2023 : X si volvemos avec Romeo Santos
- 2023 : TQG avec Shakira
- 2023 : Watati avec Aldo Ranks
- 2023 : Que chimba de vida
- 2024 : Contigo avec Tiësto
- 2024 : Si antes te hubiera conocido

## Distinctions
| Année | Organisateur(s)  | Prix                                                               | Résultat |
| ----- | ---------------- | ------------------------------------------------------------------ | -------- |
| 2020  | NRJ Music Awards | Révélation internationale de l'année                               | Nommée   |
| 2020  | NRJ Music Awards | Chanson internationale de l'année (Tusa)                           | Nommée   |
| 2020  | NRJ Music Awards | Collaboration internationale de l'année (feat. Nicki Minaj - Tusa) | Nommée   |